# (575) Renate
(575) Renate es un asteroide perteneciente al cinturón de asteroides descubierto el 19 de septiembre de 1905 por Maximilian Franz Wolf desde el observatorio de Heidelberg-Königstuhl, Alemania.
Se desconoce la razón del nombre.
Forma parte de la familia asteroidal de María.